# Distrito de Chitrakoot
Chitrakoot (en hindi; चित्रकूट जिला) es un distrito de India en el estado de Uttar Pradesh. Código ISO: IN.UP.CT.
Comprende una superficie de 3 164 km².
El centro administrativo es la ciudad de Chitrakoot.

## Demografía
Según censo 2011 contaba con una población total de 990 626 habitantes.